# Софі Жорже
Софі Жорже (фр. Sophie Georges; нар. 8 лютого 1977) — колишня французька тенісистка.
Найвищу одиночну позицію світового рейтингу — 182 місце досягла 11 червня 2001, парну — 131 місце — 27 квітня 1998 року.
Найвищим досягненням на турнірах Великого шолома було 2 коло в парному розряді.

## Фінали ITF

### Одиночний розряд: 4 (1-3)
| турніри $50,000 |
| турніри $25,000 |
| турніри $10,000 |

| Результат | Ранг | Дата           | Турнір                  | Покриття   | Суперниця у фіналі | Рахунок у фіналі   |
| Поразка   | 1.   | 22 жовтня 1993 | Лангенталь, Швейцарія   | Килим      | Мартіна Хінгіс     | 6–2, 5–7, 6–7(4–7) |
| Перемога  | 2.   | 13 квітня 1997 | Кальві (Верхня Корсика) | Тверде     | Сеголен Бергер     | 7–5, 6–4           |
| Поразка   | 3.   | 5 квітня 1998  | Брест, Франція          | Тверде (i) | Любомира Бачева    | 5–7, 0–6           |
| Поразка   | 4.   | 7 червня 1998  | Битом, Польща           | Ґрунт      | Людмила Черванова  | 3–6, 0–6           |

### Парний розряд: 9 (4-5)
| Результат | No | Дата           | Турнір                           | Покриття  | Партнерка          | Суперниці у фіналі           | Рахунок       |
| Перемога  | 1. | 2 лютого 1997  | Дінан (Кот-д'Армор), Франція     | Тверде    | Сесіль де Вінн     | Емілі Луа Летісія Санчес     | 7–5, 6–2      |
| Перемога  | 2. | 13 квітня 1997 | Кальві (Верхня Корсика)          | Тверде    | Емманюелль Курутше | Стефані Ріцці Летісія Санчес | 6–1, 6–1      |
| Перемога  | 3. | 3 серпня 1997  | Ле-Контамін-Монжуа, Франція      | Тверде    | Емманюелль Курутше | Ева Бельбль Анжеліка Реш     | 6–2, 6–1      |
| Поразка   | 4. | 14 грудня 1997 | Нойштадт-ан-дер-Донау, Німеччина | Килим (i) | Емманюелль Курутше | Тіна Кріжан Сільвія Плішке   | 3–6, 3–6      |
| Перемога  | 5. | 5 квітня 1998  | Брест                            | Тверде    | Сеголен Бергер     | Ганна Коллін Лідія Перкінс   | 3–6, 6–0, 6–2 |
| Поразка   | 6. | 12 квітня 1998 | Кальві (Верхня Корсика), Франція | Тверде    | Емманюелль Курутше | Нансі Фебер Ясмін Вер        | 1–4 ret.      |
| Поразка   | 7. | 2 серпня 1998  | Ле-Контамін-Монжуа, Франція      | Тверде    | Каролін Денін      | Любомира Бачева Ясмін Вер    | 6–2, 1–6, 3–6 |
| Поразка   | 8. | 25 квітня 1999 | Желос, Франція                   | Ґрунт     | Тетяна Пучек       | Труді Мусгрейв Бріанн Стюарт | 6–1, 4–6, 3–6 |
| Поразка   | 9. | 6 травня 2001  | Кань-сюр-Мер, Франція            | Ґрунт     | Капучін Руссо      | Карін Борню Каролін Денін    | 4–6, 3–6      |